# نيكولا دي ستايل
نيكولاس دي ستايل (
تنطق بالفرنسية: [ni.kɔ.la də stal]
، 5 يناير 1914 - 16 مارس 1955)، رسام فرنسي من أصل روسي اشتهر باستخدامه للوحات المناظر الطبيعية التجريدية للغاية. كما عمل مع الكولاج والتوضيح والمنسوجات.